# 卡梅·查孔
卡梅·瑪莉亞·查孔·皮克拉斯（西班牙語：Carme María Chacón Piqueras，1971年3月13日—2017年4月9日），西班牙政治家，曾任何塞·路易斯·罗德里格斯·萨帕特罗首相任內第一屆住房大臣（2007年－2008年）及第二屆国防大臣（2008年－2011年）。她也是西班牙历史上第一位女性防相，獲得任命时还怀有7个月的身孕。
查孔在巴塞罗那大学获得法律学士和博士学位，并在奥斯古德大楼法学院、金斯顿大学和拉瓦爾大學完成研究生学业。查孔担任过宪法教授和西班牙工人社会党执行委员会教育、文化及研究委员会秘书。
2017年4月9日，皮克拉斯因先天性心臟病逝世，享年46歲。